# Sportboot

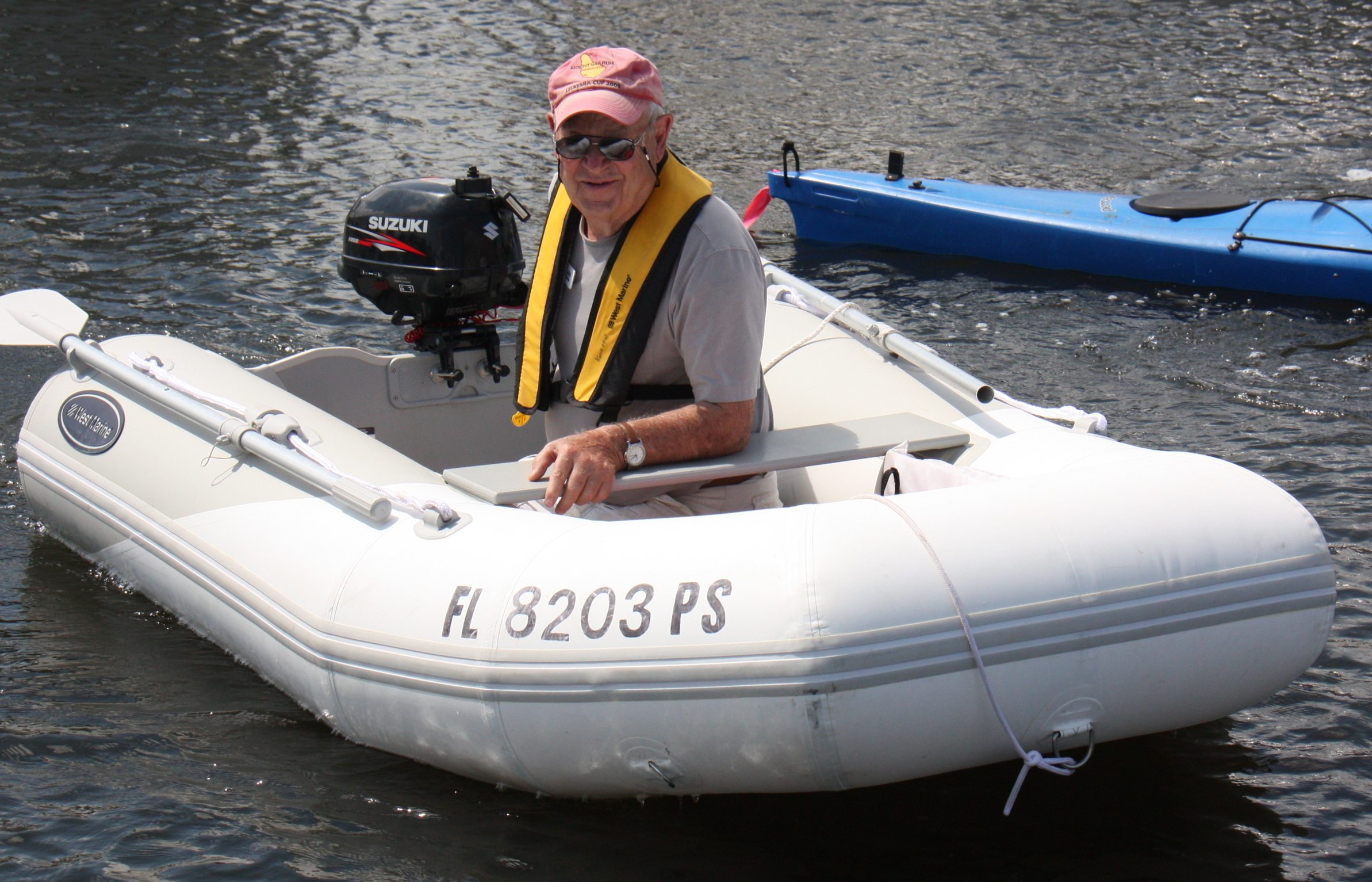
Schlauchboote mit oder ohne Außenbordmotor gehören wegen ihrer relativ niedrigen Anschaffungskosten zu den verbreitetsten Sportbooten

Ein Sportboot ist ein Wasserfahrzeug, welches zu Sport- oder Erholungszwecken verwendet wird. Gemäß § 2 See-Sportbootverordnung und Richtlinie 2013/53/EU bezeichnet der Begriff Sportboot sämtliche Wasserfahrzeuge mit einer Rumpflänge von 2,5 bis 24 m, die für Sport und Freizeitzwecke bestimmt sind, unabhängig von der Antriebsart und unter Ausschluss von Wassermotorrädern.

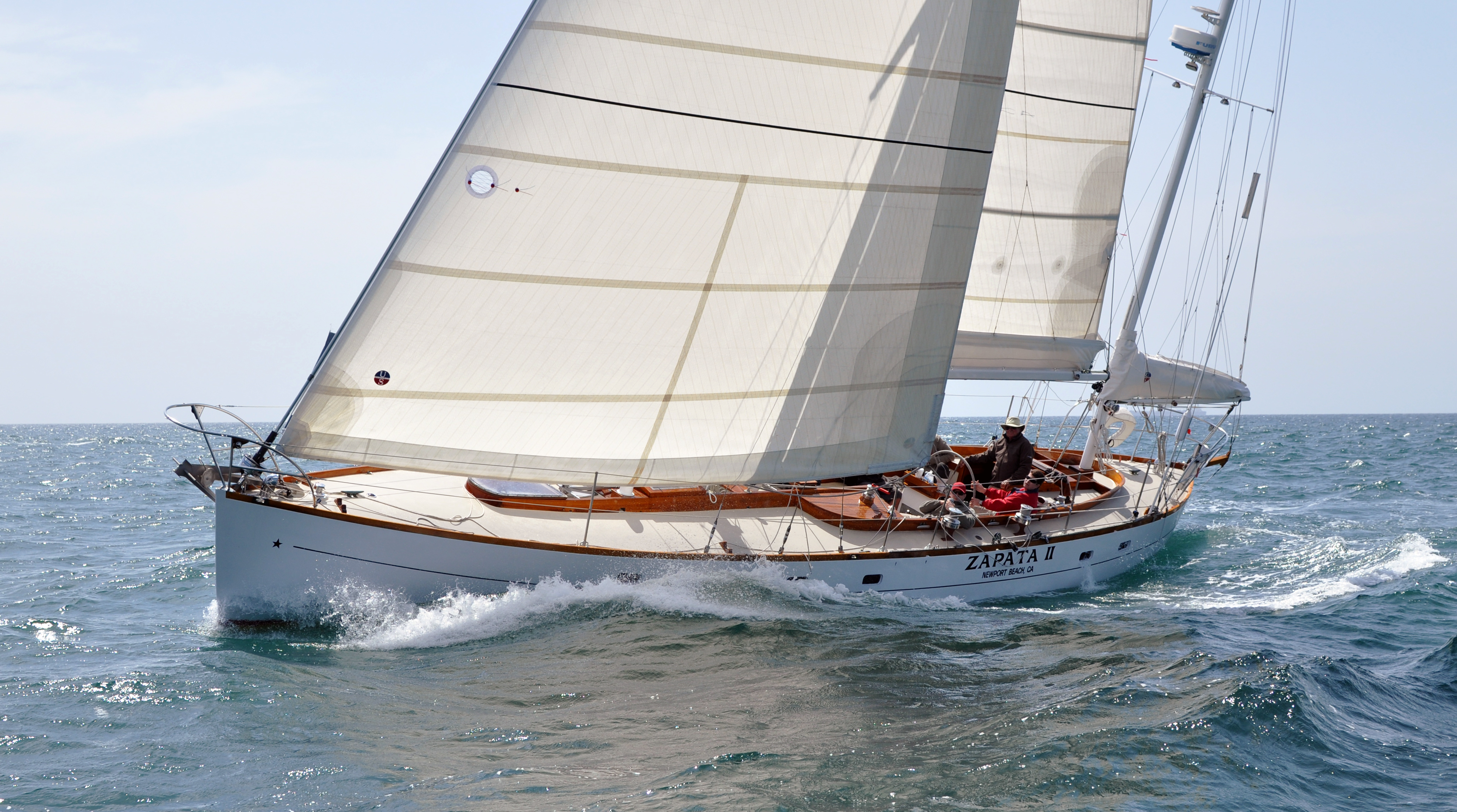
Segelyachten gehören zu den Sportbooten

Alle Schiffe über gewissen Dimensionen müssen je nach Fahrtgebiet entweder in einem See- oder Binnenschiffsregister eingetragen werden. Ab 15 m Rumpflänge ist die Eintragung im Seeschiffsregister, ab 10 t Verdrängung im Binnenschiffsregister Pflicht. 
Sportboote müssen den Anforderungen der KVR zu Navigationslichtern und Schallanlagen genügen, bei gewerblicher Nutzung wird im Bootszeugnis die Mindestausrüstung verbindlich festgelegt.
Das SOLAS Übereinkommen setzt Grenzen und Vorschriften bis 149GT für weltweite Fahrt sowie 499GT für küstennahe Gewässer sowie ab 200GT für die Raumgrößen sowie Versorgungsvorschriften ab 12 Besatzungsmitglieder, des Weiteren gibt es eine Ausrüstungsvorschift ab 300GT. Hierbei greift die Solas V sowie die MLC. Die 30 Millionen kostende Azimut Grande 44 ist ein beliebtes Modell und obere Grenze der Sportboote.

## Verkehrsregeln
Nach der Gesetzeslage in Deutschland enthält für Seegewässer die Seeschifffahrtsstraßen-Ordnung (SeeSchStrO) Sportboot-Sonderregelungen nur hinsichtlich des Nord-Ostsee-Kanals (§§ 41–52 SeeSchStrO). Die erleichterte Lichterführung für Segel- und Ruderboote bis 12 m (§ 10 SeeSchStrO) gilt praktisch nur für Sportboote. Die auch auf deutschen Seeschifffahrtsstraßen geltenden Kollisionsverhütungsregeln enthalten keine Sonderregelungen für Sportboote.
Nach der deutschen Binnenschifffahrtsstraßen-Ordnung (BinSchStrO) gelten Sportboote (so wie allen anderen Fahrzeuge) dann als Kleinfahrzeuge, wenn sie „weniger als 20 m Länge“ haben (§ 1.01 Nummer 14 BinSchStrO). Schlepper, Fähren und Fahrgastschiffe für mindestens 12 Personen – umgangssprachlich zusammengefasst als „Berufsschifffahrt“ – sind vom Begriff der Kleinfahrzeuge ausdrücklich ausgenommen (§ 1.01 Nummer 14 Buchstaben a bis e BinSchStrO), weshalb sie gegenüber den Sportbooten verkehrsrechtlich meist privilegiert sind.

## Kennzeichnung
Eine Zulassung, die eine technische Prüfung o. ä. erfordern würde, ist in Deutschland nicht erforderlich, sofern ein Fahrzeug 20 m nicht überschreitet. Österreichische Sportboote bedürfen hingegen binnen wie für das Ausland (auf See) eines Zulassungsverfahrens mit technischer Abnahme, die Schiffszulassung.
Die Kennzeichnungsvorschriften unterscheiden sich in Deutschland für Binnen- und Seegewässer. Kleinfahrzeuge benötigen gemäß Binnenschifffahrtsstraßen-Ordnung ein amtliches Kennzeichen oder ein amtlich anerkanntes Kennzeichen. Kleinstfahrzeuge, die mit Muskelkraft fortbewegt werden können, wie Ruderboote, Beiboote, Kanus und Kajaks, Segelboote ohne Motor mit einer Länge bis zu 5,50 m, Motorboote mit nicht mehr als 2,21 kW (3 PS) Antriebsleistung, sind binnen nicht kennzeichnungspflichtig. Auf den Seeschifffahrtsstraßen benötigen lediglich Wassermotorräder ein amtliches Kennzeichen. Dieses wird analog nach den Vorschriften über die Kennzeichnung von Kleinfahrzeugen auf den Binnenschifffahrtsstraßen vergeben.

## Führerscheinvorschriften
Um ein Sportboot führen zu dürfen, ist je nach Fahrzeugeigenschaften und dem zu befahrenen Revier ein Befähigungsnachweis notwendig:
- In Deutschland sind die geläufigsten Führerscheine die Sportbootführerscheine Binnen und See, eine vollständige Übersicht erfolgt in der Liste der Befähigungszertifikate für Sportbootführer in Deutschland. Auf deutschen Landesgewässern können die Vorschriften lockerer sein (z. B. Führerscheinfreiheit auf bayerischen Gewässern[5]).
- In Österreich: Schiffsführerpatent für Binnengewässer und Befähigungsausweis für Küstengewässer
- In der Schweiz: Schiffsführerausweis

## Gewerblich genutzte Sportboote
Gewerblich genutzte Sportboote unter deutscher Flagge unterliegen in Deutschland oder im Ausland besonderen Vorschriften. Dabei wird grundsätzlich zwischen der alleinigen Vermietung des Fahrzeuges ohne Stellen eines Bootsführers (Bare-Boat-Charter) und der Vercharterung mit Gestellung eines Bootsführers unterschieden. In der Bare-Boat-Charter eingesetzte Fahrzeuge unterliegen dabei der Sportbootvermietungsverordnung (Binnenbereich) und der See-Sportbootverordnung (Seebereich). Die Vercharterung von Fahrzeugen unter Gestellung eines Bootsführers im Bereich der deutschen Seeschifffahrtsstraßen und der seewärts angrenzenden Gewässer des deutschen Küstenmeeres unterliegt hingegen der Schiffssicherheitsverordnung (SchSV). Diese regelt in der Richtlinie über Sicherheitsvorschriften für gewerbsmäßig zu Ausbildungszwecken genutzte Sportfahrzeuge bauliche, ausrüstungstechnische sowie betriebliche Anforderungen. Die Besetzung von gewerbsmäßig genutzten Sportbooten im Seebereich mit einem Bootsführer richtet sich nach der Anlage 4 der See-Sportbootverordnung. Für das Führen von gewerblich genutzten Sportbooten im Binnenbereich ist seit 2022 ein Kleinschifferzeugnis erforderlich.